# HD 45239
HD 45239，又名BD-07 1422，SAO 133246、HR 2321，是一颗恒星，视星等为6.4，位于銀經217.13，銀緯-9.23，其B1900.0坐标为赤經6h 21m 9.8s，赤緯-7° -9.23′ 16″。